# Dobravlje, Ajdovščina
Dobravlje je vas v Občini Ajdovščina. Sestavljajo jo zaselki Hrobači, Hrib, Velika vas, Vrčon konec, Pikči in Kozja Para. Naselje leži  ob glavni cesti in železnici Ajdovščina - Nova Gorica. V kraju je osnovna šola (OŠ Dobravlje), ki ima za nižje razrede podružnice v Vipavskem križu, Skriljah, Vrtovinu in Črničah.
Spomeniško vrednost najvišje kategorije ima podružnična cerkev sv. Petra, ki je bila iz gotske v sedanjo zunanjo podobo predelana leta 1641 (letnica na zunanjem zidu prezbiterija. Cerkev se v urbarju goriških grofov prvič omenja leta 1523, čas nastanka pa ni znan.  Posebnost sv. Petra je pozicioniranje cerkve na polju dober kilometer iz vasi. Notranjost predstavlja enovito baročno podobo s kvalitetnimi freskami in olji ljubljanskega slikarja Antona Cebeja, rojenega v Ajdovščini, ki je v drugi polovici 18. stoletja opravil obsežne poslikave v prezbiteriju in cerkveni ladji. V cerkvi je še kvaliteten križev pot neznanega avtorja in oltar sv. Petra v beneškem slogu. Po eni od domnev je svojevrstna pozicija cerkve na polju pod vasjo povezana s starim sakralnim objektom, ki na bi stal na tem mestu ob neposredni bližini nekdanje rimske ceste Aquilea - Emona. Po ljudskem izročilu pa je nastanek cerkve povezan s turškimi vpadi. Do cerkve naj  bi nekoč rastel strnjen gozd.

## Druga svetovna vojna
21. maja 1944 so partizani napadli nemško motorizirano kolono med Dobravljami in Cesto, uničili 8 tovornakov in se umaknili. Kot povračilni ukrep je okupator 2. junija 1944 požgal vas Cesta. Zvečer 23. aprila 1945 se je na poškodovanem mostu pod Dobravljami prevrnil avtomobil s četniškimi funkcionarji; med ubitimi je bil tudi Dimitrije Ljotić, ki so ga pozneje prepeljali v Šempeter pri Gorici in ga tam pokopali.

## Prebivalstvo
- Etnična sestava 1991:
  - Slovenci: 389 (98,2 %)
  - Srbi: 4 (1 %)
  - Jugoslovani: 2
  - Hrvati: 1

## Zunanje strani
- Dobravlje, Ajdovščina Facebook
- OŠ Dobravlje Facebook
- OŠ Dobravlje